# A.S. Watson Group
Pour les articles homonymes, voir Watson.
A.S. Watson Group ou le groupe A.S. Watson, abrégé en « A.S. Watson » ou « ASW », est un groupe de distribution basé à Hong Kong avec plus de 15 000 magasins dans 33 pays à travers le monde.
Le groupe est une filiale en propriété exclusive de l'entreprise CK Hutchison Holdings.

## Histoire
En 1828, le groupe A.S. Watson a été fondée en tant que petit dispensaire sous le nom de « Dispensaire de Hong Kong », avec pour but de fournir des services médicaux gratuits pour les pauvres de la province chinoise de Guangdong. Le docteur Alexander Skirving Watson (A.S. Watson) rejoint la société en 1858. En 1871, l'entreprise a officiellement commencé de faire du commerce sous le nom de « A.S. Watson & Company ».
En mars 2014, Temasek acquiert 24,9 % d'A.S. Watson pour 44 milliards de dollars hongkongais, soit l'équivalent de 5,7 milliards de dollars.

## Activités

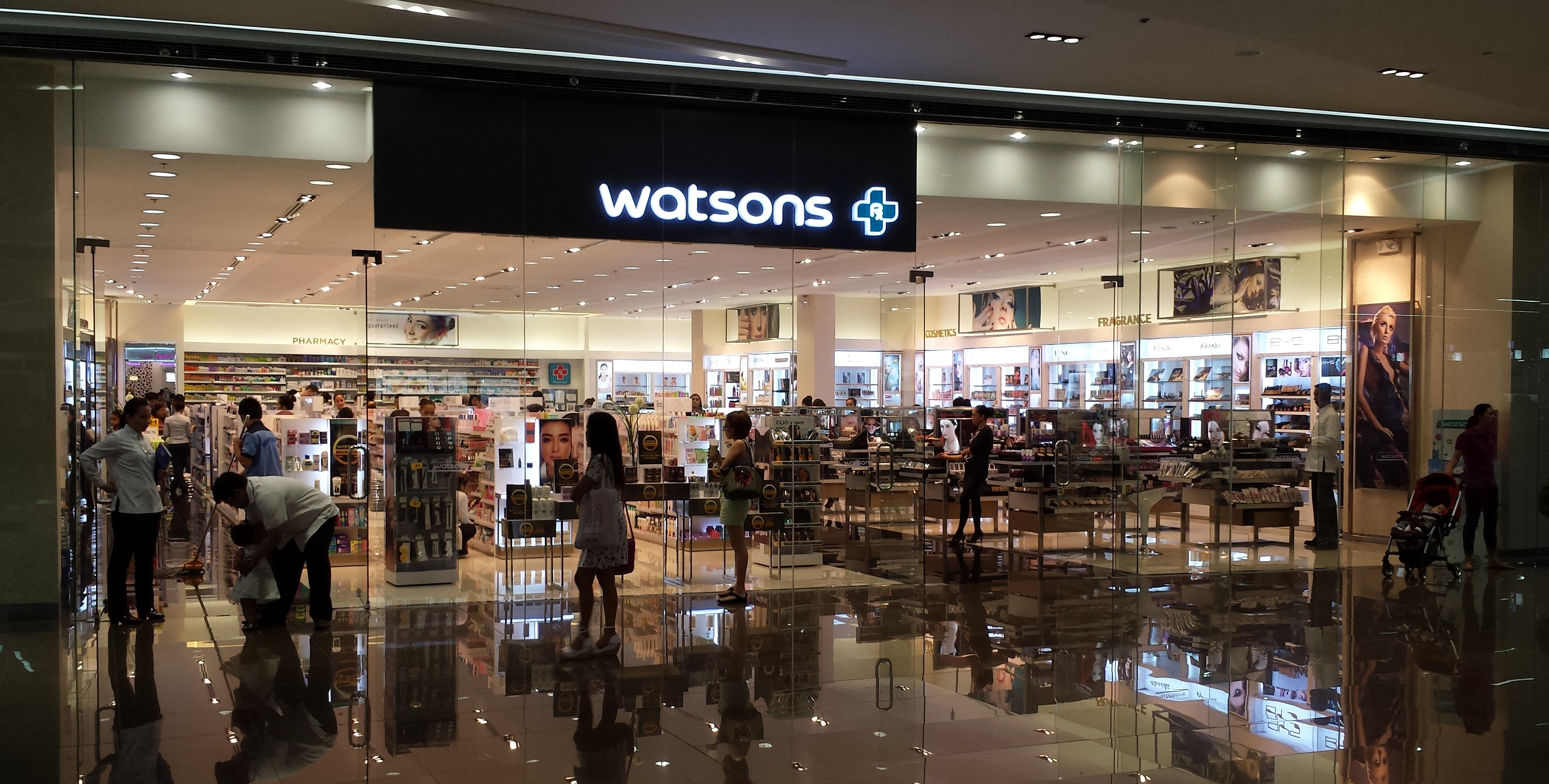
Une pharmacie Watsons dans un centre commercial de Fort Bonifacio, Taguig aux Philippines.

### Drogueries et pharmacies
- Drogas (Lettonie, Lituanie)
- Kruidvat (Belgique, Pays-Bas, France)
- Nuance-Watson (Hong Kong, Singapour)
- Rossmann (Allemagne, Albanie, Hongrie, Pologne, République tchèque, Turquie)
- Savers (Royaume-Uni)
- Spektr (« Спектр » en cyrillique) (Russie)
- Superdrug (Royaume-Uni, Irlande)
- Trekpleister (Pays-Bas)
- Watsons (Chine, Corée du Sud, Estonie, Hong Kong, Indonésie, Macao, Malaisie, Philippines, Singapour, Taïwan, Thaïlande, Turquie, Ukraine)

### Parfumeries
- Marionnaud (Autriche, Espagne, France, Hongrie, Italie, Pologne, Portugal, Roumanie, Slovaquie, Suisse, Tchéquie)
- ICI Paris XL (Belgique, Luxembourg, Pays-Bas)
- The Perfume Shop (Royaume-Uni, Irlande)

### Grande distribution
- Fortress (zh) (Hong Kong, Macao) : distributeur d'appareils électriques
- Fusion (Hong Kong) : chaîne d'hypermarchés
- Gourmet (en)
- Great (en) (Hong Kong)
- ParknShop (Chine, Hong Kong, Macao) : supermarchés et hypermarchés
- Su-Pa-De-Pa (Hong Kong)
- Taste (en) (Chine, Hong Kong)
- Watson's Wine (en) (Chine, Hong Kong)

### Marques de boissons
- Crystal Spring Tea (en)
- Mr. Juicy (en) (Chine, Hong-Kong)
- Sarsi : marque de sodas à la salsepareille
- Sunkist (Hong Kong) : marque de jus de fruits
- Watsons Water (en) (Chine, Hong Kong, Macao, Malaisie, Singapour, Taïwan) : marque d'eau minérale